# イザワ・クリスマスオープン・テニストーナメント
イザワ・クリスマスオープン・テニストーナメントは、1989年から2008年にかけて毎年12月に神戸ワールド記念ホールで開催されていた日本のテニストーナメントである。2009年にスポンサーの井澤金属が本業の低迷を理由に撤退し、代替スポンサーも見つからなかったため、2009年度大会は中止、次年度以降の開催は未定とされている。なお、井澤金属は景気の回復次第では今後冠スポンサーに復帰する意向があると報道されている。

## 大会概要
- 主催 : 関西テニス協会
- 特別協賛 : 井澤金属
- TV中継 : テレビ大阪・テレビ東京系列6局ネット

## 大会歴代優勝者
| 回 | 年     | 男子単優勝  | 女子単優勝   |
| -- | ------ | ----------- | ------------ |
| 1  | 1989年 | 山本育史    | 木戸脇真也   |
| 2  | 1990年 | J・ラッセル | 平木理化     |
| 3  | 1991年 | 金奉洙      | 平木理化     |
| 4  | 1992年 | 辻野隆三    | 平木理化     |
| 5  | 1993年 | 本村剛一    | 神尾米       |
| 6  | 1994年 | 辻野隆三    | 遠藤愛       |
| 7  | 1995年 | 本村剛一    | 雉子牟田直子 |
| 8  | 1996年 | 辻野隆三    | 神尾米       |
| 9  | 1997年 | 岩渕聡      | 小畑沙織     |
| 10 | 1998年 | 岩渕聡      | 浅越しのぶ   |
| 11 | 1999年 | 本村剛一    | 浅越しのぶ   |
| 12 | 2000年 | 本村剛一    | 浅越しのぶ   |
| 13 | 2001年 | 本村剛一    | 浅越しのぶ   |
| 14 | 2002年 | 本村剛一    | 小畑沙織     |
| 15 | 2003年 | 松井俊英    | 浅越しのぶ   |
| 16 | 2004年 | 添田豪      | 佐伯美穂     |
| 17 | 2005年 | 岩渕聡      | 中村藍子     |
| 18 | 2006年 | 岩渕聡      | 米村知子     |
| 19 | 2007年 | 本村剛一    | 米村明子     |
| 20 | 2008年 | 三橋淳      | 米村知子     |